# آرمنیا، آنتیوکیا
آرمنیا (به اسپانیایی: Armenia) یک منطقهٔ مسکونی در کلمبیا است که در آنتیوکیای غربی واقع شده‌است. آرمنیا ۱۱۰ کیلومتر مربع مساحت و ۷٬۰۰۶ نفر جمعیت دارد و ۱٬۸۰۰ متر بالاتر از سطح دریا واقع شده‌است.